# Пытливые умы
«Пытливые умы» (англ. Inquiring Minds) — научно-познавательный сериал, созданный в Канаде с 1999 по 2001 год. Продюсер — Майкл Кинни. Ведущие: Майкл Кинни, Крис Робинсон, Персис Голвала. Обычно один сюжет ведёт только один из ведущих, остальные выступают в роли помощников. Ведущие сменяют друг друга, каждый выступает рассказчиком в примерно одинаковом количестве сюжетов.
В начале сюжета обычно ставят какой-нибудь вопрос о предметах и явлениях, которые окружают нас в повседневной жизни, например «Почему мужчины лысеют?» или «Откуда берется песок на пляжах?», и в простой и иронической форме дается объяснение с примерами, иллюстрациями, аналогиями. Русским аналогом данной передачи можно назвать «Галилео».
«Пытливые умы» были показаны более чем в 38 странах. В России передача транслировалась в 1999—2001 годах по ТНТ в 15.00 и 5.30.
Сериал получил две номинации на премию Джемини:
- 1995 — Best Lifestyle Information Series

- 1997 — Best Youth Programm or Series